# Silly (Burkina Faso)
Pour les articles homonymes, voir Silly.
Silly est une commune et le chef-lieu du département de Silly de la province de Sissili dans la région du Centre-Ouest au Burkina Faso.

## Éducation et santé
La commune accueille un centre de santé et de protection sociale (CSPS).